# Triepeolus roni
Triepeolus roni là một loài Hymenoptera trong họ Apidae. Loài này được Genaro mô tả khoa học năm 1999.